# Geophilus nicolanus
Geophilus nicolanus är en mångfotingart som beskrevs av Chamberlin 1940. Geophilus nicolanus ingår i släktet Geophilus och familjen storjordkrypare. Inga underarter finns listade i Catalogue of Life.